# P-42
P-42 (ros. П-42) – niezrealizowany projekt radzieckiego pokładowego samolotu wczesnego ostrzegania i kontroli przestrzeni powietrznej.

## Historia
W latach 60. XX wieku, dowódca Marynarki Wojennej ZSRR Admirał floty Związku Radzieckiego Siergiej Gorszkow zapoczątkował i wspierał program rozbudowy radzieckiej marynarki, mającej w późniejszych latach być gotową stawić czoła amerykańskiej United States Navy. Jednym z elementów programu miała być budowa klasycznych, dużych lotniskowców, których radzieckie siły nawodne nie posiadały, wyposażone w parowe katapulty startowe. Dzięki nim na pokładach radzieckich lotniskowców mogłyby stacjonować relatywnie duże samoloty. Wśród nich miał się znaleźć samolot wczesnego ostrzegania i kontroli przestrzeni powietrznej. Projekt budowy tego typu maszyny zlecono OKB Berijew. Projekt pod kryptonimem Garpun rozpoczęto w czerwcu 1971 roku. Bazą dla nowego projektu miała być nowa, dwusilnikowa, wielozadaniowa maszyna, napędzana silnikami odrzutowymi. Jedna z jej wersji, oznaczona jako P-42, miała być nośnikiem systemu radiolokacyjnego E-700. Antena radaru miała być zainstalowana w dysku, zainstalowanym na obrotowej podstawie na kadłubie samolotu. Projekt nie wyszedł poza wczesny etap prac, które wraz z zaniechaniem budowy dużych, klasycznych lotniskowców zarzucono w 1976 roku.